# Elisabeth Hartwig
Elisabeth Hartwig OSB (* 1966 in Pößneck, heute Thüringen, Deutsche Demokratische Republik) ist eine deutsche Benediktinerin.
Hartwig wuchs in einer katholischen Familie Torgau, heute Sachsen, in der DDR auf. Ihre Familie stammt aus Pommern und dem Sudetenland. Sie studierte Physik an der Universität Jena.
Sie trat 1990 in die Abtei St. Walburg ein. Fast 30 Jahre ist sie als Religionslehrerin an der Grundschule St. Walburg tätig. 1993 legte sie ihre Profess ab. Im April 2024 übernahm sie nach dem Rücktritt von Hildegard Dubnick als Interimsoberin die Leitung der Abtei. Hartwig wurde am 28. Oktober 2024 zur Äbtissin gewählt und erhielt am 30. November 2024 durch Abt Barnabas Bögle die Äbtissinnenweihe. Ihr Wahlspruch ist Congregavit nos in unum Christi amor („Die Liebe Christi hat uns in Einheit verbunden“).